# Yagen

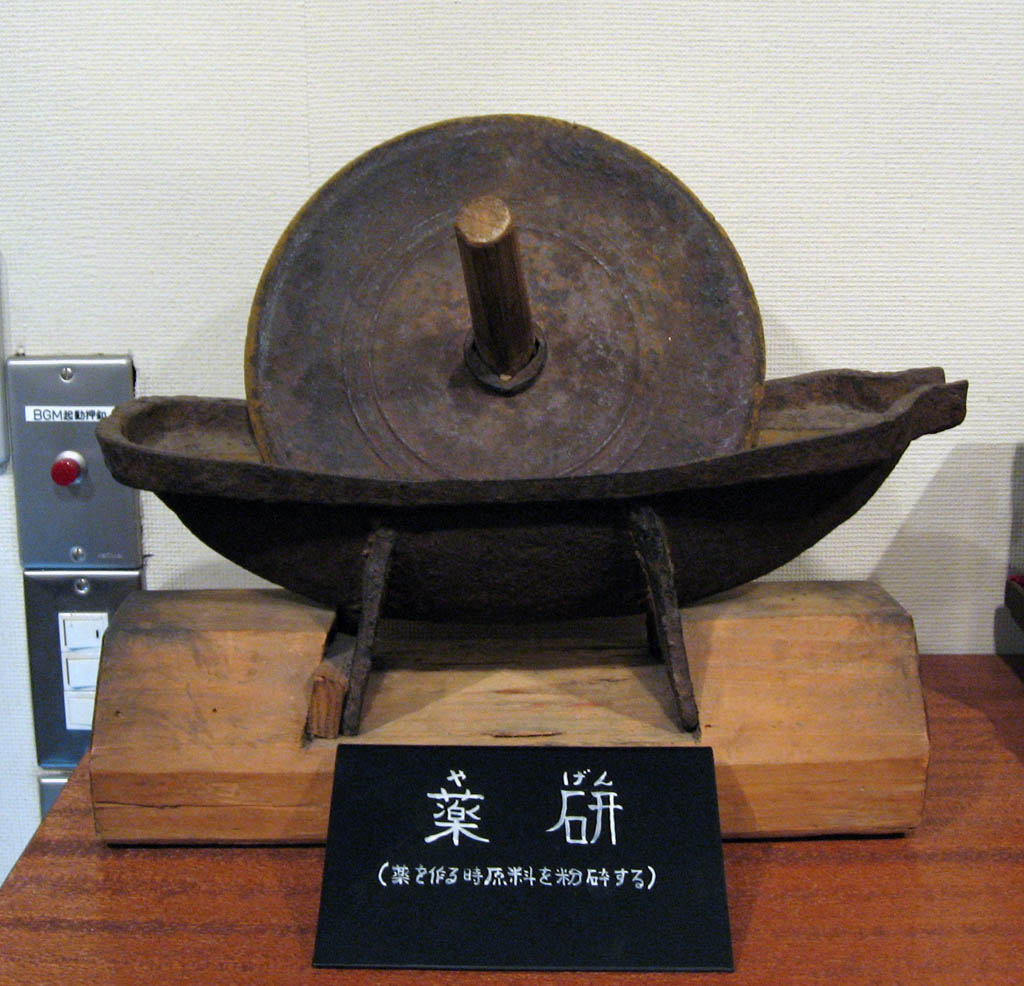
Yagen.

Le yagen (薬研) est un outil de broyage utilisé en phytothérapie au Japon. Il utilise une roue qu'on fait aller d'avant en arrière pour écraser les ingrédients.
Il est différent des suribachi (擂鉢) et surikogi (擂粉木), qui sont, dans la cuisine japonaise, l'équivalent de nos mortiers et pilons, à la différence que le suribachi a un fond garni d'épaisses stries et sert plutôt à broyer des grains secs tel que du sésame.

## Dans le manga
L'image du yagen a été répandue en Occident par un certain nombre de mangas et de films d'animation japonaise :
- dans Le Voyage de Chihiro, le vieux Kamaji dans la chaufferie utilise un yagen pour préparer les herbes pour les bains.
- dans la série One Piece, Chopper, le médecin de bord, utilise de temps en temps un yagen pour préparer ses médications[1].

## Dans le jeu vidéo
Un Yagen est également montré dans le jeu vidéo Tomb Raider, sortit en 2013. Lara Croft explique alors son utilité dans un cours dialogue.